# Munébrega
Munébrega là một đô thị ở tỉnh Zaragoza, Aragon, Tây Ban Nha. Theo điều tra dân số 2004 của Viện thống kê Tây Ban Nha (INE), đô thị này có dân số là 438 người. Diện tích đô thị này là 40 ki-lô-mét vuông.Đô thị này nằm ở độ cao 749 m trên mực nước biển. Đô thị này cách thủ phủ Zaragoza 98 km.